# Иньков, Константин Николаевич
Иньков, Константи́н Никола́евич (1858 — ?) — чиновник Министерства внутренних дел Российской империи, действительный статский советник.

## Биография
Родился в 1858 году в Ставрополе Самарской губернии в семье потомственных дворян — единственный сын Ставропольского уездного исправника коллежского советника Николая Васильевича Инькова (1825—1883) и дворянки из Бугульмы Евгении Адамовны Иньковой.
Окончил Самарскую мужскую гимназию. В службу вступил 10 февраля 1882 года. Затем получил юридическое образование.
Первый классный чин получил 23 октября 1889 года. Был в разное время городским судьёй Бугульмы, депутатом от дворян земского собрания Бугульминского уезда. В 1905—1907 годах состоял членом партии народной свободы.
С 23 ноября 1907 года состоял в чине статского советника. В 1911 году ему был пожалован орден Св. Анны 2-й степени, 8 января 1914 года — чин действительного статского советника, а 1 января 1917 года — орден Св. Владимира 4-й степени.
С 26 января 1909 года он состоял на службе в ведомстве Министерства внутренних дел, был членом Самарской губернской земской управы от Ставропольского уезда; с 01.01.1910 по 04.03.1917 — председатель управы. Созданный в результате революционных событий «Комитет народной власти» (в состав которого входили представители ведущих революционных партий) избрал Константина Николаевича Инькова на пост Самарского губернского комиссара, который должен был исполнять функции губернатора. Однако, уже 29 мая того же года Иньков заявил о сложении с себя полномочий губернского комиссара и уходе в отставку. Иньков также занимал должность почётного мирового судьи в Ставропольском уезде.
С 16 октября 1918 года он был председателем кассационного Совета местных народных судей. Также с октября 1918 года он служил в самарском университете. В 1919 году жил с женой и матерью в Самаре на Садовой улице (д. 146, кв. 2). Жена — Екатерина Ивановна. У них было двое сыновей — Николай и Вячеслав.